# Treinadores do Guarani Futebol Clube
Este artigo contém uma lista em ordem cronológica, provavelmente incompleta, dos treinadores do Guarani Futebol Clube.

## Ordem cronológica
Legenda:
     Treinador efetivo
     Treinador interino
 Ascensão
 Rebaixamento

### Amadorismo
| Treinador                               | Período | Principais feitos |
| --------------------------------------- | ------- | ----------------- |
| Tonico[carece de fontes?]               |         |                   |
| José Giardini[carece de fontes?]        |         |                   |
| José de Pilla[carece de fontes?]        |         |                   |
| Horácio Cruz[carece de fontes?]         |         |                   |
| Agostinho dos Santos[carece de fontes?] |         |                   |
| Luís Frutuoso[carece de fontes?]        |         |                   |
| Ney Duarte[carece de fontes?]           |         |                   |
| Totó[carece de fontes?]                 |         |                   |
| Paschoal de Lucca[carece de fontes?]    |         |                   |
| Camisola[carece de fontes?]             |         |                   |

### Profissionalismo
| Treinador                                           | Período                                    | Principais feitos |
| --------------------------------------------------- | ------------------------------------------ | --- |
| Teodoro Pablo Nehim[carece de fontes?]              |                                            | |
| Gregório Suárez[carece de fontes?]                  |                                            | |
| José Guillermo Agnelli                              |                                            | |
| Domingos Spagaro[carece de fontes?]                 |                                            | |
| Rabelo[carece de fontes?]                           |                                            | |
| José de Andrade[carece de fontes?]                  |                                            | |
| Jim López[carece de fontes?]                        |                                            | |
| Pellegrino Begliomini[carece de fontes?]            | [ nota 1 ]                                 | |
| Moacir de Morais[carece de fontes?]                 |                                            | |
| Otto Vieira[carece de fontes?]                      |                                            | |
| Segundo Villadóniga[carece de fontes?]              |                                            | |
| José Hummel Guimarães[carece de fontes?]            |                                            | |
| Ady Zakia & Hélio Perez Valverde[carece de fontes?] | [ nota 2 ]                                 | |
| Mário Faccina[carece de fontes?]                    |                                            | |
| Mario Pretto[carece de fontes?]                     |                                            | |
| Jair Rosa Pinto                                     |                                            | |
| Darío Letona[carece de fontes?]                     | 1943                                       | |
| Pellegrino Begliomini                               | 1949 – 1950                                | 1949: Campeão da Segunda Divisão (atual Série A2) e promovido à Primeira Divisão (atual Série A1) de 1950                                                      |
| Conrado Ross                                        | 1954                                       | |
| Ady Zakia                                           | 1955                                       | |
| V8                                                  | 18/03/1956 – 25/03/1956                    | |
| Filpo Núñez                                         | 1956                                       | |
| João Lima                                           | 1956                                       | |
| Ayrton Moreira                                      | 1958                                       | |
| Luizinho                                            | 1959                                       | |
| Pellegrino Begliomini                               | 1959                                       | |
| Mário Brocchi[carece de fontes?]                    | 1959                                       | |
| Godê[carece de fontes?]                             | 1959                                       | |
| João Avelino[carece de fontes?]                     | 1959                                       | |
| Godê[carece de fontes?]                             | 1959                                       | |
| Armando Renganeschi                                 | 1960                                       | |
| Tim[carece de fontes?]                              | 1961 – 1963                                | |
| Francisco Sarno[carece de fontes?]                  | 1963                                       | |
| Armando Renganeschi[carece de fontes?]              | 1963 – 1964                                | |
| Dorival Geraldo dos Santos                          | 1965                                       | |
| Godê[carece de fontes?]                             | 1965                                       | |
| Alfredo González[carece de fontes?]                 | 1966                                       | |
| Godê                                                | 1966                                       | |
| Ady Zakia[carece de fontes?]                        | 1966                                       | |
| Dorival Geraldo dos Santos                          | 1966                                       | |
| Aparecido Silva                                     | 1967                                       | |
| Godê[carece de fontes?]                             | 1967                                       | |
| Alfredinho Sampaio                                  | 1967                                       | |
| José Duarte                                         | 1967 – 1968                                | |
| Wilson Francisco Alves[carece de fontes?]           | 1968                                       | |
| Dorival Geraldo dos Santos                          | 1968                                       | |
| Rubens Minelli[carece de fontes?]                   | 1969                                       | |
| Godê[carece de fontes?]                             | 1969                                       | |
| Armando Renganeschi                                 | 1969 – 1971                                | |
| José Duarte[carece de fontes?]                      | 1971                                       | |
| Daltro Menezes[carece de fontes?]                   | 1971                                       | |
| José Duarte                                         | 1971 – 1975                                | |
| Pedro Pires de Toledo Filho[carece de fontes?]      | 1975                                       | |
| Tim[carece de fontes?]                              | 1975                                       | |
| Pedro Pires de Toledo Filho[carece de fontes?]      | 1975                                       | |
| Diede Lameiro                                       | 1975 – 1976                                | |
| Dorival Geraldo dos Santos                          | 1976                                       | |
| Paulo Emílio                                        | 1977                                       | |
| Dorival Geraldo dos Santos                          | 1977                                       | |
| Paulo Amaral                                        | 1977                                       | |
| Adaílton Ladeira                                    | 1977                                       | |
| Milton Buzetto                                      | 1977                                       | |
| Carlos Alberto Silva                                | 1978 – 1979                                | 1978: Campeão do Campeonato Brasileiro e classificado à Copa Libertadores da América de 1979 1979: 4º colocado (semifinalista) da Copa Libertadores da América |
| Cláudio Garcia                                      | 1980                                       | |
| Adaílton Ladeira                                    | 1980                                       | |
| Castilho                                            | 1980                                       | |
| José Duarte                                         | 1980 – 1982                                | 1981: Campeão do Campeonato Brasileiro – Série B e promovido à Série A de 1982 · 1982: 3.º colocado (semifinalista) do Campeonato Brasileiro                   |
| José Carlos Queiroz                                 | 1982                                       | |
| José Teixeira                                       | 1982                                       | |
| José Carlos Queiroz                                 | 1982                                       | |
| Cláudio Duarte                                      | 1983                                       | 17.º colocado (na classificação geral) do Campeonato Brasileiro – Série B (Taça de Prata) e promovido à Série A de 1983 (Taça de Ouro)                         |
| Pupo Gimenez                                        | 1983                                       | |
| Ênio Andrade                                        | 1983                                       | |
| Pupo Gimenez                                        | 1983                                       | |
| Zé Carlos                                           | 1984                                       | |
| Pupo Gimenez                                        | 1984                                       | |
| Carlos Alberto Silva                                | 1984                                       | |
| Lori Sandri                                         | 1985                                       | |
| Candinho                                            | 1985                                       | |
| Hélio Maffia                                        | 1985                                       | |
| Lori Sandri                                         | 1985 – 1986                                | |
| Paulo Leão                                          | 1986                                       | |
| Carlos Gainete Filho                                | 1986 – 1987                                | 1986: Vice-campeão do Campeonato Brasileiro e classificado à Copa Libertadores da América de 1987                                                              |
| Pedro Pires de Toledo Filho[carece de fontes?]      | 1987                                       | |
| Sebastião Lazaroni                                  | 1987                                       | |
| José Duarte                                         | 1987                                       | |
| Paulo Leão[carece de fontes?]                       | 1987                                       | |
| Pedro Rocha[carece de fontes?]                      | 1987                                       | |
| José Luiz Carbone[carece de fontes?]                | 1988                                       | Vice-campeão do Campeonato Brasileiro (Copa União) e classificado à Copa Libertadores da América de 1988 Vice-campeão do Campeonato Paulista                   |
| Eli Carlos                                          | 1988                                       | |
| Lino Fachini Júnior                                 | 1989                                       | |
| Dimas Monteiro                                      | 1989                                       | |
| Evaristo de Macedo[carece de fontes?]               | 1989                                       | |
| Dimas Monteiro                                      | 1989                                       | |
| Marinho Peres[carece de fontes?]                    | 1989                                       | |
| Dimas Monteiro                                      | 1989                                       | |
| Cilinho[carece de fontes?]                          | 1989 – 1990                                | 1989: 20.º colocado no Campeonato Brasileiro – Série A e rebaixado à Série B de 1990                                                                           |
| Dimas Monteiro                                      | 1990                                       | |
| Eli Carlos                                          | 1990                                       | |
| Milton dos Santos[carece de fontes?]                | 1990                                       | |
| José Duarte[carece de fontes?]                      | 1990                                       | |
| Pepe[carece de fontes?]                             | 1991                                       | Vice-campeão do Campeonato Brasileiro – Série B e promovido à Série A de 1992                                                                                  |
| Emerson Leão[carece de fontes?]                     | 1991                                       | |
| Milton dos Santos[carece de fontes?]                | 1991                                       | |
| Zanata[carece de fontes?]                           | 1991                                       | |
| Milton dos Santos[carece de fontes?]                | 1991                                       | |
| Vanderlei Luxemburgo[carece de fontes?]             | 1991                                       | |
| Milton dos Santos[carece de fontes?]                | 1991                                       | |
| Fito Neves[carece de fontes?]                       | 1992                                       | |
| Nelsinho Baptista[carece de fontes?]                | 1992                                       | |
| Flamarion Nunes                                     | 1992 – 1993                                | |
| Milton dos Santos[carece de fontes?]                | 1993                                       | |
| Capitão                                             | 1993                                       | |
| Carlinhos                                           | 1993                                       | |
| Oscar Bernardi[carece de fontes?]                   | 1994                                       | |
| Candinho                                            | 1994                                       | |
| Milton dos Santos[carece de fontes?]                | 1994                                       | |
| Levir Culpi                                         | 1994                                       | |
| Carlos Alberto Silva[carece de fontes?]             | 1994                                       | 3.º colocado (semifinalista) do Campeonato Brasileiro e classificado à Copa Conmebol de 1995                                                                   |
| Vadão[carece de fontes?]                            | 1995                                       | |
| Givanildo Oliveira[carece de fontes?]               | 1995                                       | |
| Celinho Spadotti[carece de fontes?]                 | 1995                                       | |
| Pepe                                                | 1995                                       | |
| Gersinho                                            | 1995                                       | |
| Nicanor de Carvalho                                 | 1995                                       | |
| Sérgio Ramírez[carece de fontes?]                   | 1996                                       | |
| Gersinho                                            | 1996                                       | |
| Fito Neves[carece de fontes?]                       | 1996                                       | |
| Cabralzinho[carece de fontes?]                      | 1996                                       | |
| Carlinhos                                           | 1996                                       | |
| "Colegiado"                                         | 1996                                       | |
| Júlio César Leal[carece de fontes?]                 | 1996                                       | |
| Júlio de Toledo Piza[carece de fontes?]             | 1996                                       | |
| José Luiz Carbone[carece de fontes?]                | 1996                                       | |
| Carlos Alberto Silva[carece de fontes?]             | 1996                                       | |
| Geninho[carece de fontes?]                          | 1997                                       | |
| Abel Braga[carece de fontes?]                       | 1997                                       | |
| Muricy Ramalho[carece de fontes?]                   | 1997                                       | |
| Lula Pereira[carece de fontes?]                     | 1997                                       | |
| Vadão                                               | 1997 – 1998                                | |
| Estevam Soares[carece de fontes?]                   | 1998 – 1999                                | |
| Carlos Alberto Silva                                | 1999                                       | |
| Ricardo Gomes[carece de fontes?]                    | 2000                                       | |
| José Luiz Carbone[carece de fontes?]                | 2000                                       | |
| Darío Pereyra[carece de fontes?]                    | 2000                                       | |
| Carlos Alberto Silva                                | 2000 – 2001                                | |
| Hélio dos Anjos[carece de fontes?]                  | 2001                                       | |
| Luiz Carlos Ferreira                                | 2001                                       | |
| Zé Mário                                            | 2001 – 2002                                | |
| Jair Picerni                                        | 2002                                       | |
| Giba                                                | 2003                                       | |
| Neto                                                | 2003                                       | |
| Pepe                                                | 2003                                       | |
| Luiz Carlos Barbieri                                | 2003 – 2004                                | |
| Joel Santana[carece de fontes?]                     | 2004                                       | |
| Lino Fachini Júnior[carece de fontes?]              | 2004                                       | |
| Zetti                                               | 2004                                       | |
| Lori Sandri[carece de fontes?]                      | 2004                                       | |
| Agnaldo Liz                                         | 2004                                       | |
| Carlos Renato Frederico                             | 2004                                       | |
| Jair Picerni                                        | 2004 – 2005                                | 2004: 22.º colocado no Campeonato Brasileiro – Série A e rebaixado à Série B de 2005                                                                           |
| Flamarion Nunes[carece de fontes?]                  | 2005                                       | |
| José Carlos Serrão[carece de fontes?]               | 2005                                       | |
| Luiz Carlos Ferreira                                | 2005 – 2006                                | |
| Carlos Renato Frederico                             | 2006                                       | |
| Toninho Cerezo[carece de fontes?]                   | 2006                                       | 17.º colocado no Campeonato Paulista – Série A1 e rebaixado à Série A2 de 2007                                                                                 |
| Waguinho Dias                                       | 2006                                       | |
| Carlos Gainete Filho[carece de fontes?]             | 2006                                       | |
| Luiz Carlos Barbieri                                | 2006                                       | |
| Waguinho Dias                                       | 2006 – 2007                                | 2006: 18.º colocado no Campeonato Brasileiro – Série B e rebaixado à Série C de 2007                                                                           |
| José Luiz Carbone[carece de fontes?]                | 2007                                       | 4.º colocado do Campeonato Paulista – Série A2 e promovido à Série A1 de 2008                                                                                  |
| Roberval Davino[carece de fontes?]                  | 2008                                       | |
| Cidinho                                             | 15/02/2008 – 17/02/2008                    | |
| Jair Picerni                                        | 18/02/2008 – 08/04/2008                    | |
| Luciano Dias                                        | 07/05/2008 – 21/02/2009                    | 2008: Vice-campeão do Campeonato Brasileiro – Série C e promovido à Série B de 2009                                                                            |
| Cidinho                                             | 23/02/2009 – 27/02/2009                    | |
| Guilherme Macuglia[carece de fontes?]               | 27/02/2009 – 16/03/2009                    | |
| Cidinho                                             | 17/03/2009 – 05/04/2009                    | 19.º colocado no Campeonato Paulista – Série A1 e rebaixado à Série A2 de 2010                                                                                 |
| Vadão                                               | 06/04/2009 – 10/04/2010                    | 2009: Vice-campeão do Campeonato Brasileiro – Série B e promovido à Série A de 2010                                                                            |
| Waguinho Dias                                       | 10/04/2010 – 21/04/2010                    | |
| Vágner Mancini[carece de fontes?]                   | 22/04/2010 – 05/12/2010                    | 18.º colocado no Campeonato Brasileiro – Série A e rebaixado à Série B de 2011                                                                                 |
| Argel Fucks[carece de fontes?]                      | 09/12/2010 – 05/03/2011                    | |
| Vílson Taddei[carece de fontes?]                    | 07/03/2011 – 28/06/2011                    | Vice-campeão do Campeonato Paulista – Série A2 e promovido à Série A1 de 2012                                                                                  |
| Giba                                                | 29/06/2011 – 30/11/2011                    | |
| Vadão[carece de fontes?]                            | 05/12/2011 – 20/10/2012                    | 2012: Vice-campeão do Campeonato Paulista |
| Vílson Taddei                                       | 21/10/2012 – 11/12/2012                    | 18.º colocado no Campeonato Brasileiro – Série B e rebaixado à Série C de 2013                                                                                 |
| Zé Teodoro                                          | 17/12/2012 – 26/01/2013                    | |
| Branco[carece de fontes?]                           | 27/01/2013 – 31/03/2013                    | |
| Paulo Pereira[carece de fontes?]                    | 01/04/2013 – 17/04/2013                    | |
| Carlinhos                                           | 18/04/2013 – 21/04/2013                    | 20.º colocado no Campeonato Paulista – Série A1 e rebaixado à Série A2 de 2014                                                                                 |
| Tarcísio Pugliese                                   | 30/04/2013 – 18/10/2013                    | |
| Márcio Fernandes[carece de fontes?]                 | 18/11/2013 – 11/04/2014                    | |
| Carlinhos                                           | 11/04/2014 – 12/04/2014                    | |
| Evaristo Piza[carece de fontes?]                    | 14/04/2014 – 24/08/2014                    | |
| Vágner Benazzi[carece de fontes?]                   | 26/08/2014 – 14/09/2014                    | |
| Marcelo Veiga[carece de fontes?]                    | 15/09/2014 – 29/03/2015                    | |
| Ademir Fonseca[carece de fontes?]                   | 30/03/2015 – 01/06/2015                    | |
| Paulo Roberto Santos[carece de fontes?]             | 02/06/2015 – 22/08/2015                    | |
| Pintado                                             | 23/08/2015 – 03/04/2016                    | |
| Marcelo Chamusca                                    | 06/04/2016 – 21/11/2016                    | Vice-campeão do Campeonato Brasileiro – Série C e promovido à Série B de 2017                                                                                  |
| Ney da Matta                                        | 30/11/2016 – 18/02/2017                    | |
| Maurício Barbieri[carece de fontes?]                | 20/02/2017 – 23/03/2017                    | |
| Vadão[carece de fontes?]                            | 23/03/2017 – 29/08/2017                    | |
| Marcelo Cabo                                        | 29/08/2017 – 08/10/2017                    | |
| Lisca                                               | 08/10/2017 – 29/11/2017                    | |
| Fernando Diniz                                      | 30/11/2017 – 02/01/2018                    | |
| Umberto Louzer                                      | 03/01/2018 – 13/11/2018                    | Campeão do Campeonato Paulista – Série A2 e promovido à Série A1 de 2019                                                                                       |
| Marco Antônio Ribeiro                               | 13/11/2018 – 24/11/2018                    | |
| Osmar Loss                                          | 29/11/2018 – 16/03/2019                    | |
| Marco Antônio                                       | 18/03/2019 – 28/04/2019                    | |
| Vinícius Eutrópio                                   | 22/03/2019 – 12/06/2019                    | |
| Roberto Fonseca                                     | 13/06/2019 – 21/08/2019                    | |
| Thiago Carpini                                      | 22/08/2019 – 24/11/2019 (auxiliar técnico) | |
| Thiago Carpini                                      | 25/11/2019 – 29/08/2020                    | |
| Ricardo Catalá                                      | 30/08/2020 – 07/10/2020                    | |
| Felipe Conceição                                    | 09/10/2020 – 29/01/2021                    | |
| Allan Aal                                           | 04/02/2021 – 18/05/2021                    | |
| Daniel Paulista                                     | 24/05/2021 – 04/05/2022                    | |
| Ben-Hur Moreira                                     | 05/05/2022 – 17/05/2022 (auxiliar técnico) | |
| Marcelo Chamusca                                    | 18/05/2022 – 25/06/2022                    | |
| Mozart Santos                                       | 28/02/2022 – 18/02/2023                    | |
| Ben-Hur Moreira                                     | 19/02/2023 – 26/06/2023 (auxiliar técnico) | |
| Bruno Pivetti                                       | 27/03/2023 – 10/06/2023                    | |
| Ben-Hur Moreira                                     | 08/06/2023 – 12/06/2023 (auxiliar técnico) | |
| Umberto Louzer                                      | 13/06/2023 – 09/02/2024                    | |
| Rodrigo Leitão                                      | 10/02/2024 – 11/02/2024 (auxiliar técnico) | |
| Claudinei Oliveira                                  | 12/02/2024 – 27/04/2024                    | |
| Junior Rocha                                        | 05/05/2024 – 09/06/2024                    | |
| Marcelo Cordeiro                                    | 10/06/2024 – 18/06/2024 (interino)         | |
| Pintado                                             | 19/06/2024 – 27/07/2024                    | |
| Allan Aal                                           | 29/07/2024 – 25/11/2024                    | |
| Maurício Souza                                      | 05/12/2024 –                               | |